# Adelhard Roidinger
Adelhard Roidinger (* 28. November 1941 in Windischgarsten, Oberösterreich; † 22. April 2022 in Wien) war ein österreichischer Jazzmusiker (Bass, Elektronik), Komponist, Pädagoge und Computergrafiker.

## Leben und Wirken
Adelhard Roidinger, der aus einer Musikerfamilie stammte, erlernte zunächst Klavier, Geige und Gitarre. Erst seit dem sechzehnten Lebensjahr spielte er Kontrabass. Von 1960 bis 1967 studierte er Architektur an der Technischen Universität Graz sowie von 1965 bis 1972 Kontrabass und Jazzkomposition an der Universität für Musik und darstellende Kunst Graz.
Erste Aufnahmen im Jazz entstanden 1963 mit dem Harald Neuwirth Trio; ab 1969 spielte Roidinger als Bassist mit Joachim Kühn und Eje Thelin, anschließend mit Karl Berger und von 1971 bis 1975 in Hans Kollers Free Sound. Mit Alan Skidmore, Gerd Dudek und Lala Kovačev gründete er 1976 den European Jazz Consensus, der auch die Alben Four for Slavia und Morning Rise einspielte; mit Kovačev, Allan Praskin und John D. Thomas entstand dann der International Jazz Consensus. In der Austria 3, die auch den Kern für sein ECM-Album  Schattseite (1981) bildete, spielte er mit Harry Pepl und Werner Pirchner. Weiterhin arbeitete er u. a. mit Herbert Joos, Albert Mangelsdorff, Yōsuke Yamashita, George Russell, Maria João, Anthony Braxton, Georg Weidinger, Tone Janša und Melanie Bong. Sein musikalisches Betätigungsfeld reichte nach einer Zusatzausbildung am IRCAM Paris vom freien Jazz über Auftritte mit Sinfonieorchestern und Solokonzerten mit Computer und visuellen Komponenten. Im Bereich des Jazz war er laut Tom Lord zwischen 1963 und 2001 an 41 Aufnahmesessions beteiligt, neben den Genannten auch mit Karin Krog, Erich Kleinschuster, Attila Zoller, Zbigniew Seifert, Akira Sakata, Bennie Wallace, Christoph Spendel, Urs Leimgruber, 2001 mit dem European Jazz Ensemble (25th Anniversary Tour). Zuletzt nahm Roidinger mit dem Pianisten Andy Lumpp die Duoalben Parusia und Parusia II auf.
Nach einer Tätigkeit als Dozent für Kybernetische Gestaltung (TU Graz seit 1976) unterrichtete Roidinger am Bruckner-Konservatorium Linz; er leitete dessen Jazz-Abteilung seit 1988 und seit 1994 zudem die Abteilung für Musik und Medientechnologie derselben Hochschule. Er verfasste Unterrichtswerke für Kontrabass (1980) und E-Bass (1981) sowie eine umfassende Publikation über Jazzimprovisation und Pentatonik (1984). Weiterhin beschäftigte er sich mit der Entwicklung neuer Klänge, die auf Mikrotonalitäten beruhen.

## Preise und Auszeichnungen
- 1988: Ernst-Koref-Kompositionspreis (für Siamesic Sinfonia)
- 1988: Anerkennungspreise beim Festival Ars Electronica[2]
- 1994: Anerkennungspreise beim Festival Ars Electronica[2]
- 1997: Landeskulturpreis für Musik des Landes Oberösterreich als ein Musiker, „der in die herkömmlichen Klischees von E und U nicht mehr einordenbar ist und gerade deswegen ein Signal für die Zukunft darstellt.“[5]

## Stipendien
- 1990: Stipendien für Studienaufenthalte im Rahmen der internationalen Computermusik-Konferenzen in Glasgow[3]
- 1991: Stipendien für Studienaufenthalte im Rahmen der internationalen Computermusik-Konferenzen in Montreal[3]
- 1992: Stipendium für Computermusik-Studien am Institut de recherche et coordination acoustique/musique (IRCAM)[3]
- 1995: Stipendien für Studienaufenthalte im Rahmen der internationalen Computermusik-Konferenzen in Banff (Kanada)[3]
- 1996: Stipendium für Computermusik-Studien am Les Ateliers UPIC[3]

## Werke
- Resonance Dance – Solo für Computer (1988)[6]
- Baßspeerwürfe – Solo für Computer (1989)[6]
- Siamesic Sinfonia – Solo für Computer (1989)[6]
- Flutebreeze – Solo für Flöte und Computer (1990)[6]
- Hintergründe, Zwischenräume, Hexagone – Improvisationen für Streichtrio, Schlagzeug, Kontrabass und Tonband (1990)[6]
- Automaten – Komposition mit Textmaterialien aus dem Gedicht „Automat“ von Hans Magnus Enzensberger (1990)[6]
- Music for Bass-Spears, Reeds and Computer – Musik für den Fernsehfilm „Gesichtszüge, eine Sonderfahrt mit den Grazer Architekten“ (1991)[6]
- Dreams of Fire – Solo für Stimme und Computer in Zusammenarbeit mit Josef Novotny und Elfi Aichinger (1993)[6]
- Reise in die Arktis – Musik für das Großglockner-Museum, Solo für Computer (1993)[6]
- Aquaphon – Solo für Basssaxophon und Computer (1993)[6]
- Undine – Computergraphik in Zusammenarbeit mit Anna Gabriele Wagner (1994)[6]
- Bass Proceedings Graz – für Kontrabass und Computer (1995)[6]
- Recursion – Interaktive Performance zwischen Kontrabass und Computer (1995)[6]
- Bass Proceedings Graz Nr. 2 – für Kontrabass und Computer (1995)[6]
- Inorganic Dances – für Kontrabass und Computer (1996)[6]
- Sound Barrier – Eine Schallmauer – Komposition, Interaktion, Improvisation, Computer controlled electronic devices in Zusammenarbeit mit Andreas Weixler (1996)[6]

## Diskografie (Auswahl)
- Hans Koller: Kunstkopfindianer (mit Wolfgang Dauner, Zbigniew Seifert und Janusz Stefański, 1974)
- Schattseite (mit Aina Kemanis, Heinz Sauer, W. Pirchner, H. Pepl und Michael Di Pasqua, 1982)
- Computer Jazz Project I (mit Peter Gröning und Gerhard Laber, 1984)
- Anthony Braxton: Seven Compositions (Trio) 1989 (1989, mit Tony Oxley)
- Lines (mit Urs Leimgruber und Fritz Hauser, 1990–94)
- electronic access Komposition / Improvisation / Interaction (1995 / 1996)
- European Jazz Ensemble: 25th Anniversary (mit Charlie Mariano, Conny Bauer, Ali Haurand, Daniel Humair u. a., 2002)
- Andy Lumpp & Adelhard Roidinger: Parusia (2019)